# Bellegarde-Marsal
Bellegarde-Marsal è un comune francese del dipartimento del Tarn della regione dell'Occitania.
È stato creato il 1º gennaio 2016 dalla fusione dei preesistenti comuni di Bellegarde e Marsal.
Il capoluogo è la località di Bellegarde.